# Norberg
Norberg è una località della Svezia capoluogo dell'omonimo comune, conta 4.634 abitanti e si trova nella contea di Västmanland.
La città ospita il Norbergfestival, il più grande festival di musica elettronica della Scandinavia, organizzato in una vecchia miniera di ferro.

## Galleria d'immagini

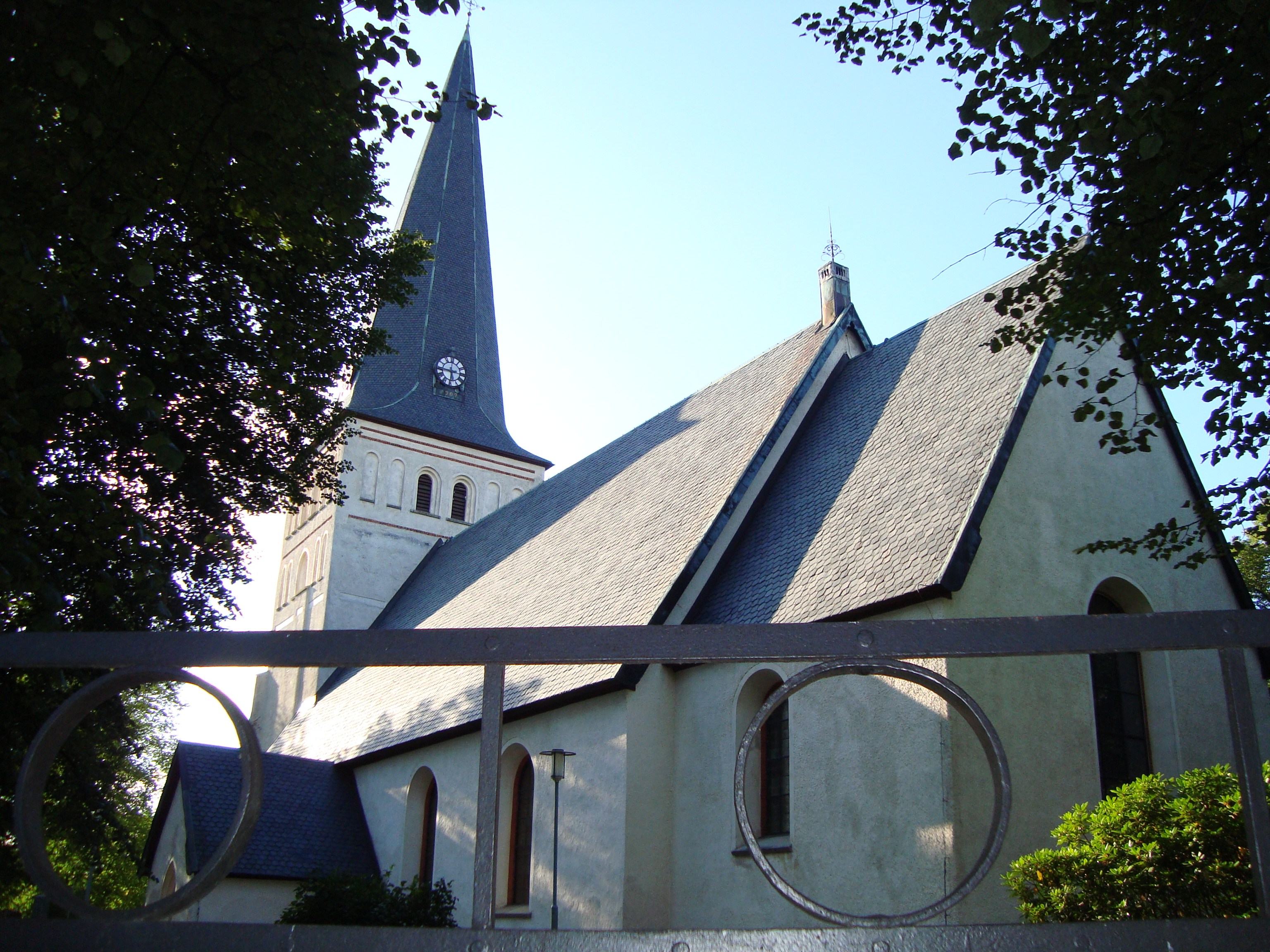
Chiesa di Norberg